# Tsembaga maring
Los tsembaga (también llamados maring tsembaga o tsembaga maring) son un grupo étnico de las Tierras Altas de Papúa Nueva Guinea. Los tsembaga son horticultores y han sido ampliamente estudiados por etnógrafos, el más conocido de los cuales es Roy Rappaport.
Los tsembaga hablan una variedad de maring que es una lengua del grupo chimbu-wahgi de las lenguas trans-neoguineanas.

## Estilo de vida
Los tsembaga son conocidos por sus peculiares formas de organización para la ganadería, la cría de cerdos y la guerra tradicional. La guerra tradicional se inicia tras una fiesta ritual especial en que se sacrifican cerdos, conocida como kaiko.